# Гавайські вологі тропічні ліси
Гавайські вологі тропічні ліси (ідентифікатор WWF: OC0106) — океанійський екорегіон тропічних та субтропічних вологих широколистяних лісів, розташований на Гаваях.

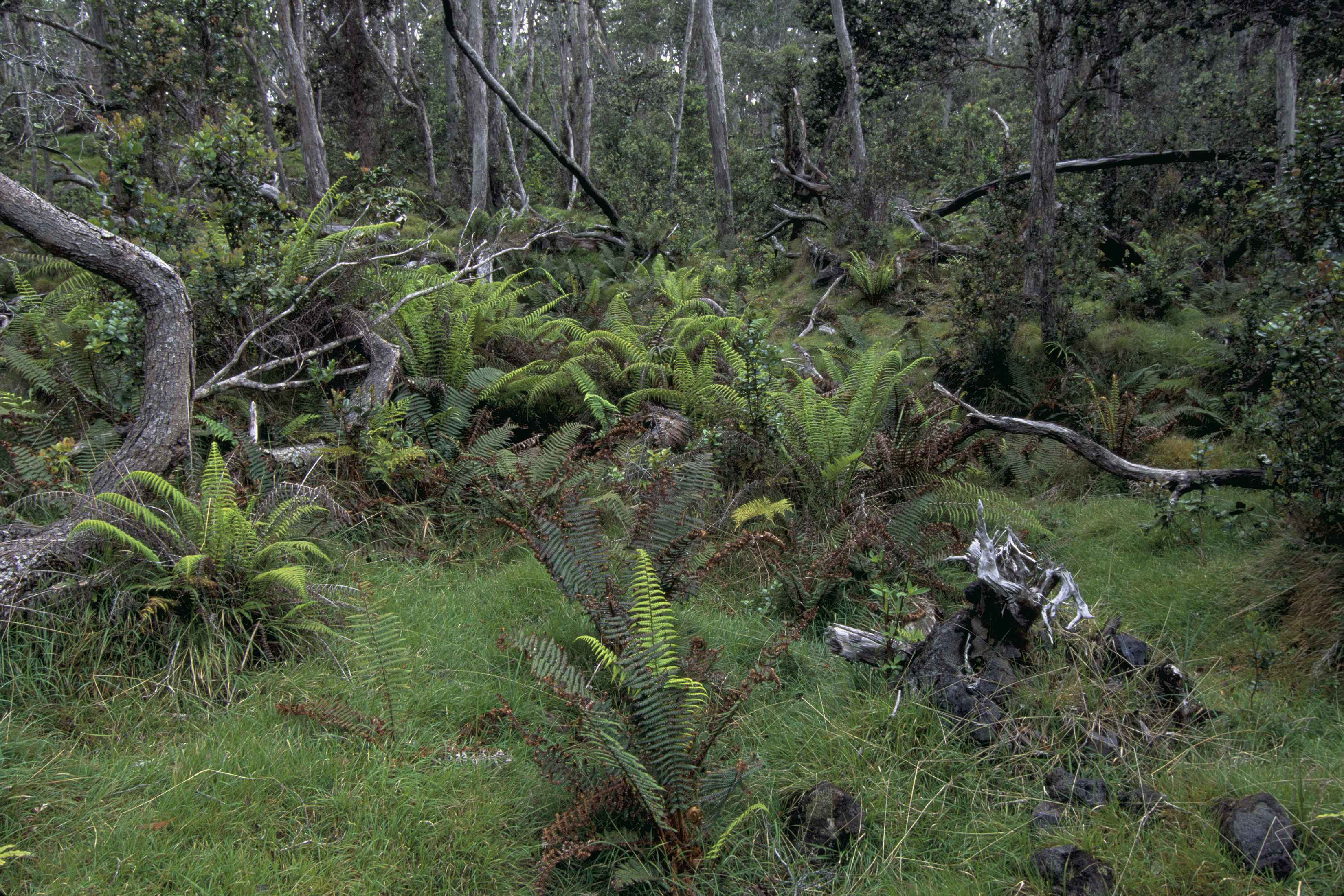
Ліс Халакау (заповідник) на острові Гаваї

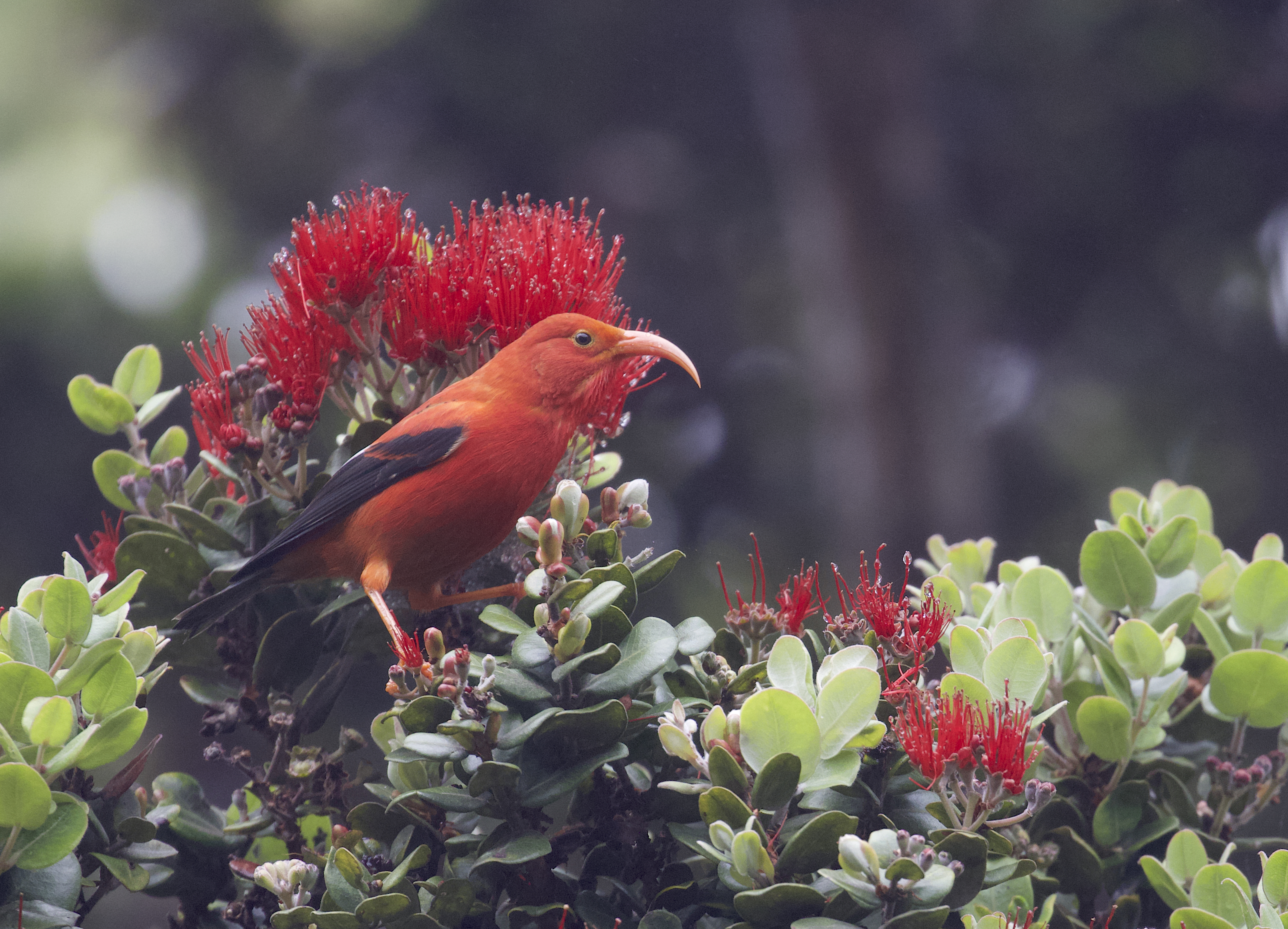
Іві (птах) (Drepanis coccinea) в заповіднику Хакалау

## Географія
Екорегіон гавайських вологих тропічних лісів охоплює навітряні cхідні схили островів Гаваї, Мауї, Оаху, Кауаї, Молокаї та Ланаї в Гавайському архіпелазі. На сухих західних схилах островів екорегіон переходить у гавайські сухі тропічні ліси, а на найвищих вершинах Гаваї та Мауї — у гавайські тропічні високогірні чагарники.
Вулканічні Гавайські острови утворилися, коли Тихоокеанська плита повільно рухалася на північний захід над Гавайською гарячою точкою. Вік островів збільшується з північного заходу на південний схід. Острів Ніїхау утворився приблизно 6 мільйонів років тому, а найбільший та найвищий острів Гаваї — півмільйона років тому. Вулканічна активність на островах триває. На острові Мауї є активний вулкан Халеакала, а на острові Гаваї — чотири активних вулкани: Мауна-Кеа, Хуалалаї, Мауна-Лоа та Кілауеа, останнє виверження якого відбулося у 2024 році. Мауна-Кеа є найвищою вершиною архіпелагу, її висота становить 4207 м над рівнем моря. Основу островів регіону складають вулканічні базальти.

## Клімат
В низинах екорегіону переважає екваторіальний клімат (Af за класифікацією кліматів Кеппена), а у високогір'ях — помірний морський клімат (Cfb за класифікацією Кеппена). В регіоні переважають північно-східні пасати, тому на навітряних східних схилах великих островів, що входять до цього екорегіону, випадає більше опадів, ніж на західних схилах, що лежать у дощовій тіні. Середньорічна кількість опадів в регіоні перевищує 1000 мм, а у деяких гірських районах, зокрема на Великому болоті на острові Мауї, одному з найвологіших місць на Землі, вона перевищує 10 000 мм.

## Флора
Рослинний покрив екорегіону представлений вологими та мішаними тропічними лісами, дощовими лісами, вологими чагарниками та болотами, розподіл яких залежить від кількості опадів та висоти над рівнем моря. Загалом в екорегіоні виділяють до 48 типів лісів. Флора екорегіону вирізняється високим різноманіттям та рівнем ендемізму. Вологі та дощові ліси екорегіону є найбагатшими на Гаваях: тут зустрічається 175 видів дерев, більшість з яких є ендеміками архіпелагу.
На навітряних схилах великих островів, на висоті до 300 м над рівнем моря, поширені прибережні мезофільні ліси. Протягом останніх 1000–2000 років у цих лісах домінували покрівельні пандани (Pandanus tectorius) та морські гібіски (Hibiscus tiliaceus), а також натуралізовані свічкові горіхи (Aleurites moluccanus) та звичайні теспезії (Thespesia populnea). Також в цих лісах поширені полокеї (Ophioglossum concinnum), охіа (Metrosideros polymorpha), гавайська хурма (Diospyros sandwicensis), різні види акіа (Wikstroemia spp.) та прітчардій (Pritchardia spp.), а також інтродуковані полінезійцями лимонолисті морінди (Morinda citrifolia), полінезійські такки (Tacca leontopetaloides) та чагарникові кордиліни (Cordyline fruticosa).
На навітряних схилах Гаваїв, на висоті від 750 до 1250 м над рівнем моря, де середньорічна кількість опадів коливається від 1000 до 2500 мм, поширені мішані мезофільні та вологі ліси. У цих лісах домінують акації коа (Acacia koa) та охіа (Metrosideros polymorpha), які утворюють відносно відкритий лісовий намет, однак щільність дерев у цих лісах є доволі великою. Серед інших дерев та кущів, поширених у вологих лісах, слід відзначити широколисту папалу (Charpentiera obovata), гавайську оливу або олопуа (Nestegis sandwicensis), хаме (Antidesma platyphyllum), мехамехаме (Antidesma pulvinatum), дику гавайську каву або копіко (Psychotria mariniana), мауйську психотрію (Psychotria mauiensis), лісовий сандал (Santalum freycinetianum), гавайський клаоксилон (Claoxylon sandwicense), колеа-лау-нуї (Myrsine lessertiana), гавайську альфітонію (Alphitonia ponderosa), австралійський бук або ніої (Eugenia reinwardtiana), аїаї (Paratrophis pendulina), а також різні види охросій (Ochrosia spp.) та сирних дерев (Pittosporum spp.).
Вологі дощові ліси поширені в горах на висоті від 1250 до 1700 м над рівнем моря, а також у деяких вологих долинах на навітряних схилах островів, в районах, де середньорічна кількість опадів коливається від 3000 до 11 250 мм. У дощових лісах Гаваїв домінують охіа (Metrosideros polymorpha), іноді разом з акаціями коа (Acacia koa). Серед інших дерев, поширених в дощових лісах, слід відзначити гавайський падуб (Ilex anomala), клузієлисту мелікопу (Melicope clusiifolia), гавайський сизигіум (Syzygium sandwicense), колеа-лау-нуї (Myrsine lessertiana), гавайську перротеттію (Perrottetia sandwicensis), а також різні види полісціасів (Polyscias spp.) та деревоподібні папороті хапуу (Cibotium spp.). В їх підліску поширені звичайні духмяні дерева (Cheirodendron trigynum), чагарники апе-апе (Gunnera petaloidea), гавайської малини (Rubus hawaiensis), гірської лабордії (Geniostoma hirtellum), канавао (Broussaisia arguta), каманамани (Adenostemma lavenia), тихоокеанської пілеї (Pilea peploides), мамакі (Pipturus albidus), олони (Touchardia latifolia), а також різні види ціаней (Cyanea spp.), пеперомій (Peperomia spp.), філлостегій (Phyllostegia spp.) та оха-ваї (Clermontia spp.). 
Дерева у дощових лісах Гаваїв вкриті ліанами, зокрема маїле (Alyxia stellata) та гавайською сарсапареллю (Smilax melastomifolia), численними епіфітами, зокрема ієіє (Freycinetia arborea) та пуакухінією (Astelia menziesiana), епіфітними папоротями, зокрема охіаку (Hymenophyllum recurvum), гадючими язиками (Ophioderma pendulum), гніздовими селезінниками (Asplenium nidus), макуе-лау-лії (Grammitis hookeri) і аденофорусами (Adenophorusspp.) та мохами, зокрема Acroporium fuscoflavum, Pyrrhobryum spiniforme та Macromitrium microstomum. Над лісовим наметом подекуди підіймаються віялові пальми прітчардії (Pritchardia spp.).
На погано дренованих гірських плато та у западинах, де випадає велика кількість опадів, зустрічаються торфові болота, порослі чагарниками, осоками і злаками. Великі чагарники та невеликі дерева ростуть на окраїнах боліт або на піднятих купинах. Серед осок, що ростуть на болотах Гаваїв, слід відзначити вилчастий ореоболус (Oreobolus furcatus), зморшкуватий очеретник (Rhynchospora rugosa) та кілька видів справжніх осок (Carex spp.), серед чагарників — чашечкову чорницю (Vaccinium calycinum) та зубчасту чорницю (Vaccinium dentatum), а серед трав — хмарний щучник (Deschampsia nubigena) та кілька видів двічіцвітів (Dichanthelium spp.). Деревами, які найчастіше зростають на краю боліт, є карликові різновиди охіа (Metrosideros polymorpha vars. incana та glabriofolia). Серед інших рослин, поширених на болотах екорегіону, слід відзначити оленячорогий плаун (Palhinhaea cernua) та лінійну вилчасту папороть (Dicranopteris linearis), а також різні види садлерій (Sadleria spp.), наенае (Dubautia spp.) та срібнолистів (Argyroxiphium spp.).

## Фауна
У вологих тропічних лісах спостерігається найвище різноманіття птахів на Гаваях. Тут мешкають хижі гавайські канюки (Buteo solitarius) та пуео (Asio flammeus sandwichensis), кілька видів гавайських дроздів — ендемічні пуаїохі (Myadestes palmeri) і омао (Myadestes obscurus) та майже ендемічні оломао (Myadestes lanaiensis), та кілька видів гавайських монархів — ендемічні оагуайські елепайо (Chasiempis ibidis) і кауайські елепайо (Chasiempis sclateri) та майже ендемічні гавайські елепайо (Chasiempis sandwichensis). Раніше тут також зустрічалися ендемічні гавайські погоничі (Zapornia sandwichensis) та гавайські круки (Corvus hawaiiensis), однак погоничі повністю вимерли, а популяція круків, яка станом на 2011 рік становила менше 100 особин, збереглася лише у неволі. Також повністю вимерли майже ендемічні дрозди камао (Myadestes myadestinus), що жили на острові Кауаї.
Серед птахів, що мешкають на Гаваях, слід особливо відзначити мамоєвих — дрібних птахів з родини в'юркових, споріднених з євразійськими чечевицями (Carpodacus). Вважається, що близько 50 видів, що входили до цієї групи, еволюціонували від одного предка, який потрапив на Гаваї з Азії 5,7-7,2 мільйони років тому, у той час, коли утворилися острови Ніїхау та Кауаї. Ця ендемічна група птахів демонструє багато спеціалізованих пристосувань до різних харчових та рослинних ресурсів: одні види мамоєвих є комахоїдними або плодоїдними, більшість живиться нектаром, причому деякі види демонструють тісну екологічну спорідненість з охіа (Metrosideros polymorpha), акаціями коа (Acacia koa) та іншими місцевими квітковими рослинами. Знищення цих дерев та заміна їх чужорідними видами, поширення інвазивних чорних пацюків (Rattus rattus), а також епідемії пташиної віспи та пташиної малярії, які спалахнули на Гаваях завдяки комарам Culex quinquefasciatus, завезеним у 1826 році, призвели до вимирання багатьох видів птахів.
У вологих лісах екорегіону продовжують мешкати ендемічні оагуанські амакиги (Chlorodrepanis flava), кауайські амакиги (Chlorodrepanis stejnegeri), акеке (Loxops caeruleirostris), гавайські акепи (Loxops coccineus), іві (Drepanis coccinea) та акогекоге (Palmeria dolei), а також майже ендемічні зелені амакиги (Chlorodrepanis virens), малі амакиги (Magumma parva), гавайські акікікі (Loxops mana), гірські алауагіо (Paroreomyza montana) та кармінові апапане (Himatione sanguinea), які окрім вологих лісів, зустрічаються у сухих тропічних лісах Гаваїв. Частина видів, що колись були поширені в сухих лісах, зокрема омао (Myadestes obscurus), акіаполау (Hemignathus wilsoni) та кауайські акікікі (Oreomystis baird), наразі збереглися лише у вологих високогір'ях, де відсутні комари, що переносять небезпечну малярію. Однак велика кількість птахів з групи мамоєвих вимерла за останні кілька століть. До таких видів належать псевдокеа (Pseudonestor xanthophrys), кауайські акіалоа (Akialoa stejnegeri), серподзьобі акіалоа (Akialoa ellisiana), ланайські акіалоа (Akialoa lanaiensis), темні акіалоа (Akialoa obscura), великі амакиги (Viridonia sagittirostris), мауйські нукупу (Hemignathus affinis), кауайські нукупу (Hemignathus hanapepe), оагуанські нукупу (Hemignathus lucidus), вогнисті алауагіо (Paroreomyza flammea), мауйські акепи (Loxops ochraceus), оагуські акепи (Loxops wolstenholmei), улаїгаване (Ciridops anna), чорні мамо (Drepanis funerea), жовтогузі мамо (Drepanis pacifica) та поулі (Melamprosops phaeosoma). Деякі з цих видів раніше мешкали як у вологих, так і в сухих лісах Гаваїв, а деякі були ендеміками екорегіону.
Окрім мамоєвих, ендеміками Гаваїв також були нектароїдні птахи з родини могоєвих (Mohoidae). Ця група птахів виникла 15-20 мільйонів років тому та, ймовірно, мала американське походження. Всі п'ять видів, що належали до цієї родини, — оагу (Moho apicalis), великі мого (Moho bishopi), алакайські мого (Moho braccatus), гірські мого (Moho nobilis) та кіоеа (Chaetoptila angustipluma), — були ендеміками вологих гірських лісів архіпелагу. Всі вони вимерли у XIX-XX століттях внаслідок знищення природного середовища та хвороб, занесених комарами.
Таким чином, з близько 110 видів птахів, що жили у вологих лісах Гаваїв на початок прибуття в регіон європейців, до початку XXI століття залишилося 48 видів, менше половини від колишнього різноманіття. Однак палеонтологічні дослідження показали, що багато видів птахів вимерли за кілька століть до цього, після появи на архіпелазі полінейських колоністів. До появи на Гаваях людей у лісах архіпелагу жили кілька видів погоничів, зокрема великі мауйські та великі оахські погоничі, кілька видів ібісів з роду Apteribis, лісові луні (Circus dossenus), чотири види сов-птахоїдів з роду Grallistrix, товстодзьобі ворони (Corvus impluviatus), кремезні ворони (Corvus viriosus), а також низка великих нелітаючих качок та гусей, зокрема велетенські казарки (Branta rhuax), лісові казарки (Branta hylobadistes) або нене-нуї, кауайські кротокачки (Talpanas lippa) та чотири види моа-нало. Всі ці види вимерли незабаром після прибуття на Гаваї людей внаслідок знищення природного середовища. полювання та хижацтва з боку інтродукованих малих пацюків (Rattus exulans).
Єдиними місцевими ссавцями, поширеними на Гаваях, є гавайські волохатохвости (Lasiurus semotus). Місцеві плазуни та амфібії в екорегіоні відсутні. Серед безхребетних тварин, поширених у вологих лісах Гаваїв, слід відзначити низку ендемічних видів дрозофілових мушек та наземних равликів з родів Achatinella та Carelia. Внаслідок значної віддаленості архіпелагу, нечисленні види тварин, що потрапили на Гавайські острови, з часом еволюціонували, набуваючи незвичайну будову та поведінку. Так, за відсутності на островах мурашок, гусениці деяких видів метеликів з родини п'ядунів (Geometridae) почали полювати на інших комах.

## Збереження
Гавайські острови були заселені полінезійцями на початку XI століття. За наступну тисячу років більшість вологих лісів, що росли в низинах і передгір'ях, були вирубані та перетворені на сільськогосподарські угіддя та поселення. Значна частина лісів, що росла у недоступних високогір'ях, збереглася, однак у деяких районах внаслідок поширення інвазивних рослин та тварин, зокрема здичавілих свиней та кіз, вони значно деградували. Основною загрозою для збереження природи регіону є знищення лісів та поширення інтродукованих рослин і тварин, що загрожують місцевим видам.
Оцінка 2017 року показала, що 907 км², або 14 % екорегіону, є заповідними територіями. Природоохоронні території включають: Національний парк гавайських вулканів, Національний парк Халеакала, Національний природний лісовий заповідник Халакау, Національний природний лісовий заповідник Кона, Національний природний лісовий заповідник Оаху, Природний заповідник Алакаї, Лісовий заповідник Кау, Лісовий заповідник Молокаї, Лісовий заповідник Ева, Лісовий заповідник Ваїахоле, Лісовий заповідник Халелеа, Лісовий заповідник Ліхуе-Колоа та Лісовий заповідник вододілу Гонолулу.